# Austrotengella wrighti
Espèce
Austrotengella wrighti est une espèce d'araignées aranéomorphes de la famille des Zoropsidae.

## Distribution
Cette espèce est endémique d'Australie. Elle se rencontre en Nouvelle-Galles du Sud dans la forêt d'État de Beaury. et au Queensland sur le mont French.

## Description
La carapace du mâle holotype mesure 3,94 mm de long sur 3,25 mm et l'abdomen 3,88 mm de long sur 2,31 mm. La carapace de la femelle paratype mesure 3,60 mm de long sur 3,80 mm et l'abdomen 3,88 mm de long sur 2,60 mm.

## Étymologie
Cette espèce est nommée en l'honneur de Jeffrey Wright.

## Publication originale
- Raven, 2012 : Revisions of Australian ground-hunting spiders. V. A new lycosoid genus from eastern Australia (Araneae: Tengellidae). Zootaxa, no 3305, p. 28-52.